# Parcul din Vășcăuți
Parcul din Vășcăuți (în ucraineană Вашківецький парк) este un parc și monument al naturii de tip peisagistic de importanță locală din raionul Vijnița, regiunea Cernăuți (Ucraina), situat în orașul Vășcăuți. Este administrat de consiliul local.
Suprafața ariei protejate constituie 5 hectare, fiind stabilită administrativ în anul 1979 prin decizia comitetului executiv regional. Statutul a fost acordat pentru conservarea parcului fondat la sfârșitul secolului al XIX-lea, în care cresc 19 specii de copaci și arbuști. Fostul conac a lui Krystofovych se află pe teritoriul parcului. 